# ملادنوواتس
ملادنوواس (به صربی: Младеновац) شهری در استان زنتراصربین کشور صربستان است که جمعیت آن در سال ۲۰۰۶ میلادی ۲۱٫۹۳۷ نفر بوده‌است.

## جستارهای وابسته

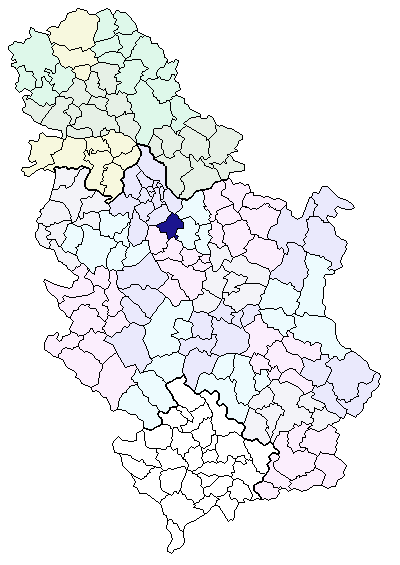